# 第2回極東選手権競技大会
第2回極東選手権競技大会（だい2かいきょくとうせんしゅけんきょうぎたいかい）は、1915年5月15日から22日まで中華民国の上海市で開催された、極東選手権競技大会（総合競技大会）である。第1回大会の8競技に自転車競技が加わり、合計9競技が実施された。前回の大会名「東洋オリンピック」から、名称が変更され、「極東選手権競技大会」として初めて開催された大会であった。

## 参加国・地域
- 中華民国
- 米領フィリピン
- 日本

## 実施競技
- 陸上競技（詳細）
- 野球
- バスケットボール
- 自転車競技
- 飛込
- サッカー
- 競泳
- テニス
- バレーボール